# 35. Sinfonie (Michael Haydn)
Die Sinfonie Nr. 35 G-Dur Perger 27, MH 474, komponierte Michael Haydn im Jahr 1788.

## Zur Musik
Besetzung:  zwei Oboen, zwei Hörner in G, D, 2 Violinen, Viola, Cello, Kontrabass. Zur Verstärkung der Bass-Stimme wurden damals auch ohne gesonderte Notierung Fagott und Cembalo (sofern im Orchester vorhanden) eingesetzt, wobei über die Beteiligung des Cembalos in der Literatur unterschiedliche Auffassungen bestehen.

Aufführungszeit: ca. 9–10 Minuten.

### 1. Satz: Allegro con spirito
G-Dur, 3/4-Takt, 144 Takte

Der Satz ist in Sonatensatzform geschrieben, ohne Expositionswiederholung.

### 2. Satz: Andante
D-Dur, D-Moll, D-Dur 2/4-Takt, 46 Takte

Einfach zweiteilige Form.

### 3. Satz: Finale-Rondo. Presto
G-Dur, 3/8-Takt, 148 Takte

ABACABA Kettenrondo.